# Dubstar

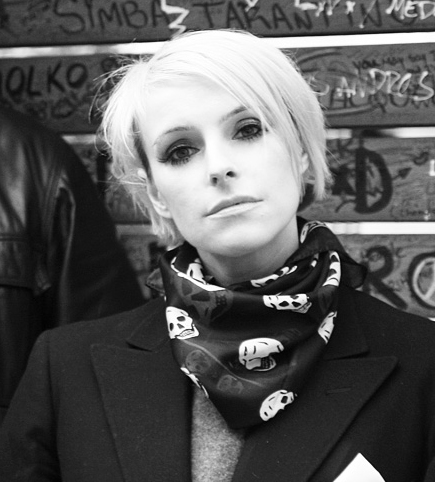
Sarah Blackwood, chanteuse de Dubstar.

Dubstar est un groupe de musique anglais.

## Histoire
Il a été formé en 1992 par Steve Hillier et Chris Wilkie à Newcastle upon Tyne. Sarah Blackwood a rejoint le groupe l'année suivante en tant que chanteuse.

## Discographie
Albums
- Disgraceful (1995)
  - Disgraceful réédition avec un second disque de remix (1996)
- Goodbye (1997)
- Make It Better (2000)
- One (2018)
- Two (2022)

Compilation
- Stars: The Best of Dubstar (2004)